# Lijst van burgemeesters van Uden
Dit is een lijst van burgemeesters van de Nederlandse gemeente Maashorst in de provincie Noord-Brabant sinds haar instelling op 1 januari 2022. De gemeente ontstond op die datum door een fusie van Landerd en Uden.
| Ambtsperiode | Naam burgemeester                | Partij of stroming | Bijzonderheden                                                                |
| ------------ | -------------------------------- | ------------------ | ----------------------------------------------------------------------------- |
| 2022 - 2023  | P.L.A. (Paul) Rüpp               | CDA                | tot 27 september 2022 waarnemend, op 26 maart 2023 tijdens het ambt overleden |
| 2022 - 2024  | M.J.D. (Rianne) Donders-de Leest | CDA                | vanaf 16 december 2022 waarnemend                                             |
| 2024 - heden | J.A. (Hans) van der Pas          | PvdA               | vanaf 12 maart 2024                                                           |

Dit is een lijst van burgemeesters van de voormalige Nederlandse gemeente Uden in de provincie Noord-Brabant. De gemeente ging op 1 januari 2022 op in de nieuw ingestelde gemeente Maashorst.
| Ambtsperiode | Naam burgemeester           | Partij of stroming | Bijzonderheden |
| ------------ | --------------------------- | ------------------ | -------------- |
| 1810 - 1813  | Andreas van der Meulen      |                    |                |
| 1813 - 1833  | Adriaan J. Verhoeven        |                    |                |
| 1833 - 1861  | Antoon Boons                |                    |                |
| 1861 - 1881  | Adriaan M. van Rooy         |                    |                |
| 1881 - 1909  | Leon van Wijnaerden         |                    |                |
| 1909 - 1929  | Martin C. Thijssen          |                    |                |
| 1929 - 1942  | Cornelis Buskens            |                    |                |
| 1942 - 1944  | Petrus J. Biemans           | NSB                |                |
| 1944 - 1945  | Franciscus Hoefs            |                    | waarnemend     |
| 1945 - 1947  | Johannes Th.P.M. Poort      |                    |                |
| 1947 - 1964  | Frits (G.I.M.) van Kemenade | KVP                |                |
| 1964 - 1987  | Gerard (G.J.A). Schampers   | KVP/CDA            |                |
| 1987 - 1999  | Koen (K.Th.M.) Hehenkamp    | CDA                |                |
| 1999 - 2004  | Joseph (J.A.M.) Vos         | CDA                |                |
| 2004 - 2005  | Joke (J.W.) Kersten         | PvdA               | waarnemend     |
| 2005 - 2009  | Joke (J.W.) Kersten         | PvdA               |                |
| 2009 - 2021  | Henk (H.A.G.) Hellegers     | PvdA               |                |